# Lloyd-Motoren-Werke, Halle 4
Die Lloyd-Motoren-Werke, Halle 4 befindet sich in Bremen, Stadtteil Neustadt, Ortsteil Neuenland, Richard-Dunkel-Straße 120–124. Die Halle entstand 1953/54 nach Plänen von Rudolf Lodders. Das Gebäude steht seit 2015 unter Bremer Denkmalschutz.

## Geschichte
Zum Automobilkonzern von Carl F. W. Borgward gehörten auch die Bremer Lloyd-Motoren-Werke sowie die Marken Borgward, Hansa und Goliath. Hansa-Lloyd bestand seit 1914 und wurde 1949 als Lloyd Maschinenfabrik in Bremen-Hastedt neu gegründet. Sie stellten Kleinwagen her. Spöttisch wurde gereimt: „Wer den Tod nicht scheut, fährt Lloyd“. 1951 zog das Werk zur Richard-Dunkel-Straße in die Neustadt um. Bis 1960 entstanden hier neue Werkshallen. 1961 ging das Unternehmen Borgward in Konkurs.
Das ein- und zweigeschossige, 212 Meter lange und 62 Meter breite Werkgebäude mit Sheddächern im mittleren Bereich der Produktionshalle und Flachdächern über den beiden Kopfbauten wurde 1953/54 für die Lloyd-Motoren-Werke durch die Baufirma Wayss & Freytag gebaut. Der Verwaltungsbereich und einige Brüstungen erhielten gelb-verblendete Fassaden, die ansonsten durch die Fensterbänder und die offenen Gänge dominiert wird, gegliedert durch die Treppenhäuser und Eingänge. In der Halle befanden sich sechs Montagebänder.

Das Landesamt für Denkmalpflege Bremen schreibt: „...Die Dachkonstruktion der Montagehalle mit Sheds und insbesondere deren Krümmung bestimmen wesentlich den Gesamteindruck des Halleninneren. Sie dokumentieren in besonderer Weise den hohen künstlerischen Anspruch des Architekten Rudolf Lodders an die Industriearchitektur.“
1961 übernahm der Konzern Siemens Gebäude und Grundstücke. Bis 1963 konnte in einigen Hallen die Lloyd-Arabella-Autoproduktion weitergeführt werden. Im Ersatzteilwerk von 1959 befand sich die aus dem Konkurs hervorgegangenen Lloyd Motoren Werke bis 1989 und stellte Ersatzteile her, später Spezialmotoren und lieferte zuletzt Kfz-Teile.
Heute (2018) werden die Hallen durch verschiedene Firmen (u. a. Lloyd-Garagen Grundstücksgesellschaft, Doden Armaturen, EKB Container Logistik, W. & L. Jordan GmbH, Allmende) genutzt.
Der Hamburger Architekt Lodders plante in Bremen auch das Goliathhaus von Borgward am Hastedter Osterdeich 222.